# Лідійська мова
Лідійська мова — одна з вимерлих анатолійських мов, що належить до індоєвропейської родини мов. Писемність — лідійський алфавіт. Була поширена на заході півострова Мала Азія в I тисячолітті до н. е.
Цією мовою зроблені погребальні, юридичні та присвячувальні написи на виявлених на території стародавньої Лідії надгробних пам'ятниках, печатях і монетах. Велику групу написів складають епітафії, сенс яких досить ясний. Через погане знання лексики лідійської мови менш зрозумілі сакральні тексти і особливо віршовані написи. Станом на 2013 рік відомо 114 лідійських написів, включно з однією лідійсько-арамейською білінгвою.
Згідно свідченню Страбона у I столітті до Р.Х. на лідійській мові уже не говорили у самій Лідії, однак вона ще зберігалася у місті Кібіра (нині Гельхісар). Лідійська абетка споріднена з грецькою і дешифрована, однак відновлення словникового запасу та граматики стримується малим обсягом та уривчастістю текстів. Найбільші проблеми при аналізі текстів викликає семантика окремих лексем.

## Назва
Назва походить від грецького позначення Лідії — Λυδία, запозиченого з аккад. māt Luddu. Самі лідійці називали свою країни за столицею — Сарди (Śfard, аккад. Sapardu, давньоперс. Sparda, дав.-гр. Σάρδεις). Окрім того зафіксований прикметний śfardẽnt(i)- «лидийский».

## Класифікація
Класифікація лідійської мови у межах анатолійської групи індоєвропейської родини мов стикається з труднощами як через нестачу мовного матеріалу, так і через наявність великої кількості суто лідійських особливостей, які відсутні в інших анатолійських мовах .

## Ареал і хронологія
Основний масив знахідок з лідійськими було знайдено у місті Сарди, окремі тексти виявлено у містах та поселеннях Кула, Меньє, Мерсінлі, Біркелі, Ефес, Тірра, Магнесія, Смирна та Ларіса.
Написи на монетах та у вигляді графіті зафіксовані з кінця 8 століття до Р.Х., однак більш довгі написи, що добре збереглися, обмежені 5 і 4 століттям до Р.Х. Тобто лідійські написи збігаються у часі із лікійськими.

## Корпус текстів
Станом на 2013 рік було відомо 114 лідійських текстів, однак менше третини з них складається із понад кількох слів і має більш-менш завершений характер. Окрім написів на монетах, графіті, а також зовсім коротких фраз чи окремих слів на різних об’єктах, більшість написів зроблена на камені. Основна частина останніх є епітафіями, однак кілька є указами. Кілька текстів є віршованими, однак розуміються вони погано через обмежені знання лідійської лексики. Граматична структура текстів переважно повністю зрозуміла, окрім деяких поетичних текстів, а от семантичне значення слів коливається від приблизного чи гіпотетичного, до повністю невідомого.
Стандартними виданнями лідійського корпусу є LW (1964) та LWE (1980-1986), видані Ґусмані. Ці видання містять 113 фрагментів. Подальші фрагменти і дослідження регулярно публікуються у рубриці «Epigraphische Mitteilungen» журналу «Kadmos».

## Писемність
Лідійський алфавіт та варіанти його інтерпретації:
| №  | Літера | Транслітерація | Інтерпретація Мелчерта | Інтерпретація Жерара |
| -- | ------ | -------------- | ---------------------- | -------------------- |
| 1  |        | a              | / a /                  | [ a ]                |
| 2  |        | b              | / p /                  | [ p ]                |
| 3  |        | g              | g /                    | [ g ]                |
| 4  |        | d              | / ð /                  | [ ð ]?               |
| 5  |        | e              | / e /                  | [ eː ]               |
| 6  |        | v, w           | / v /                  | [ w ], [ v ]?        |
| 7  |        | i              | / i /                  | [ i ], [ e ]         |
| 8  |        | y              | / i /                  | [ i ]                |
| 9  |        | k              | / k /                  | [ k ], [ g ]         |
| 10 |        | l              | / l /                  | [ l ]                |
| 11 |        | m              | / m /                  | [ m ]                |
| 12 |        | n              | / n /                  | [ n ]                |
| 13 |        | o              | / o /                  | [ oː ]               |

| №  | Літера | Транслітерація | Інтерпретація Мелчерта | Інтерпретація Жерара |
| -- | ------ | -------------- | ---------------------- | -------------------- |
| 14 |        | r              | / r /                  | [ r ]                |
| 15 |        | ś              | / s /                  | [ s ]                |
| 16 |        | t              | / t /                  | [ t ]                |
| 17 |        | u              | / u /                  | [ u ]                |
| 18 |        | f              | / f /                  | [ f ]                |
| 19 |        | q              | / kʷ /                 | [ kʷ ]? [ kw ]?      |
| 20 |        | s              | / ç /                  | [ ʃ ]?               |
| 21 |        | τ              | / t͡s /                 | [ t͡ʃ ]?              |
| 22 |        | ã              | / ãː /                 | [ ã ]?               |
| 23 |        | ẽ              | / ã /                  | [ ẽ ]?               |
| 24 |        | λ              | / ʎ /                  | [ ʎ ]                |
| 25 |        | ν              |                        | [ ⁿ ]?               |
| 26 |        | c              | / dz /                 | [ ts ]?              |

Лідійський алфавіт схожий на східні варіанти грецького алфавіту і походить від його іонічного варіанту або від спільного з іонічним предка.
Писали лідійці справа наліво. У пізніх текстах слова відділяються один від одного, хоча й не зовсім послідовно.

## Лінгвістична характеристика

### Фонетика і фонологія
Ротові голосні лідійської мови:
| Підняття | Ряд      | Ряд      | Ряд    |
| Підняття | Передній | Середній | Задній |
| -------- | -------- | -------- | ------ |
| Високе   | i        |          | u      |
| Середнє  | e        |          | o      |
| Низьке   |          | a        |        |

Голосний, який транслітерується як y, імовірно, був алофоном /i/ у ненаголошеній позиції і мав якість [ɪ], [ɨ] або [ə].
Окрім того, у лідійській було два носові голосні, які зазвичай транслітеруються як ẽ та ã, чия якість не зовсім зрозуміла.
Приголосні лідійської мови:
| Спосіб артикуляції ↓  | Губно-губні              | Губно-зубні | Зубні                    | Альв.           | Палат. і постальвеол. | Задньояз.                  |
| --------------------- | ------------------------ | ----------- | ------------------------ | --------------- | --------------------- | -------------------------- |
| Проривні              | b (p, b)                 |             | t (t, d)                 |                 | c (tʲ, dʲ)            | k, g (k, g), q (kʷ или kw) |
| Носові                | m (m)                    |             | n (n)                    | ν (ɲ?)          |                       | ν (ŋ?)                     |
| Дрижачі               |                          |             |                          | r (r)           | d (ɾ)                 |                            |
| Африкати              |                          |             | τ (t͡s)?, c (t͡s? або d͡z?) | τ (t͡ʃ? або t͡ç?) |                       |                            |
| Фрикативні            | f (f або ɸ), w (v або β) |             | ś (s), c (z?), d (ð?)    |                 | s (ʃ или ç), d (ɮ?)   |                            |
| Ковзаючі апроксиманти | w (ʋ або w)              |             |                          |                 |                       |                            |
| Бокові                |                          |             |                          | l               | λ (ʎ?)                | λ (ʟ?)                     |

Імовірно, дзвінкість-глухість не була фонологічною ознакою для лідійських приголосних, та, імовірно, дзвінкі алофони могли виступати після носового і поруч із /r/.
Наголос у лідійській мові був вільним.

### Морфологія
У лідійській мові виділяють наступні частини мови: іменник, прикметник, займенник, дієслово, сполучник, частка, вигук. Числівники у текстах, що дійшли до нас, не зафіксовані.

#### Іменник
Іменник має два роди — загальний або живий і середній або неживий . Висловлювалися припущення про наявність у лідійській мові жіночого роду, однак усі приклади цього насправді можна зарахувати до збірних  pluralia tantum .

#### Займенник
З особових займенників зафіксовані лише amu «я» та bis «він, вона».

#### Дієслово
Дієслово у лідійській мові мало наступні категорії: особа, число (однина і множина), час (теперішній-майбутній і минулий), стан (активний та медіопасив). Форми однини та множини не розрізняються у третій особі. Зі способів засвідчені лише форми дійсного способу.
Зафіксовані такі закінчення теперішнього часу:
|     | однина | множина |
| --- | ------ | ------- |
| 1-а | -w, -u | -wν     |
| 2-а | -s ?   |         |
| 3-я | -d, -t | -d, -t  |

З-поміж закінчень минулого часу відомі лише -wν (1-а особа мн.) та -l (3-я особа).

### Синтаксис
Звичайний порядок слів у лідійській — SOV (підмет — додаток — присудок). Після першого наголошеного члена речення міг ставитися ряд енкліктик (закон Ваккернагеля).

## Історія вивчення
Найважливішим вкладом у вивчення лідійської мови стали праці Р. Ґусмані, що видав лідійські тексти, а також склав граматику та словник. У подальшому лідійською займалися такі вчені, як О. Карруба, Г. Мелчерт, Р. Жерар та А. Ріцца .